# 古城街道 (北京市)
古城街道是中国北京市石景山区下辖的一个街道。

## 行政区划
古城街道共辖20个社区，分别是：
北小区社区、南路东社区、南路西社区、环铁社区、天翔社区、八千平社区、古城路社区、古城特钢社区、西路北社区、十万平社区、西路南社区、北辛安南北岔社区、老古城前街社区、老古城后街社区、北辛安大街社区、白庙社区、南大荒社区、北辛安铁新社区、水泥厂社区和庞村社区。